# 실베스트라 르 토젤

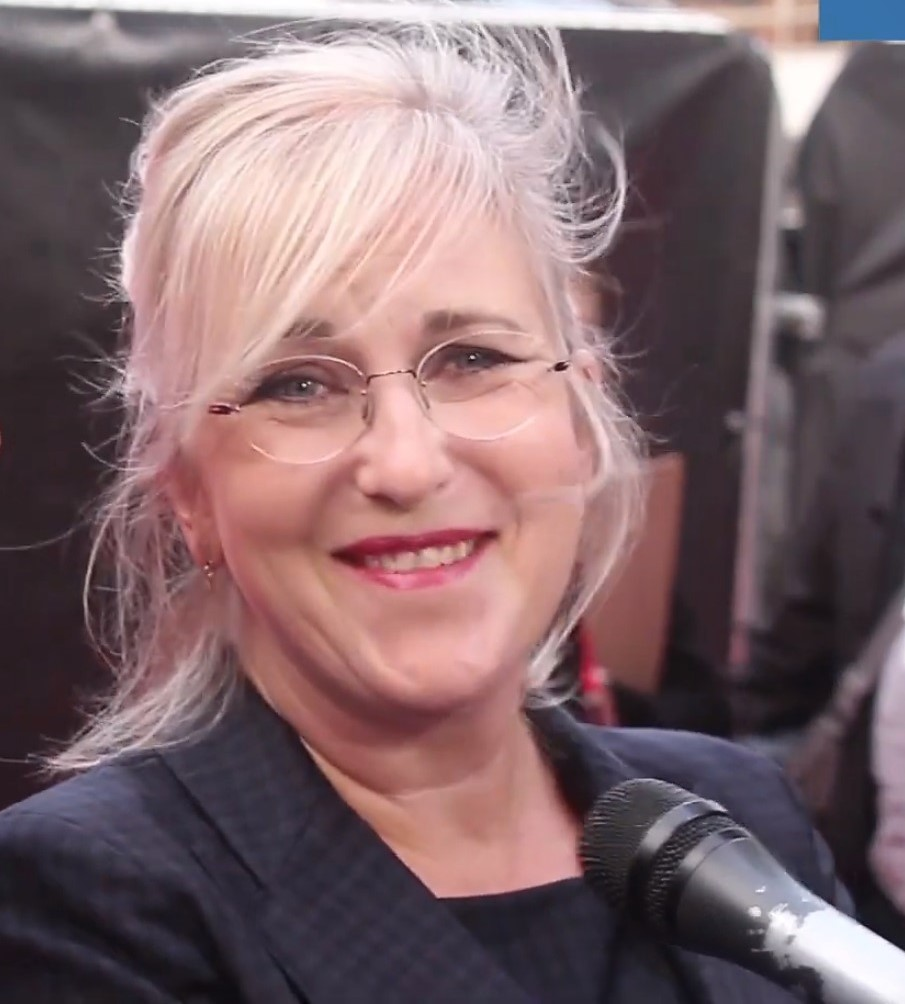

실베스트라 르 토젤(Sylvestra Le Touzel, 1958년 1월 1일 ~ )은 영국의 배우이다.
저지섬에서 태어났다.

## 출연 작품
- 스탈린이 죽었다! (2017년) - 니나 흐루쇼프 역
- 미스터 터너 (2014년) - 러스킨 엄마 역
- 키핑 업 위드 더 존슨즈 (2013년)
- 클라우드 아틀라스 (2012년)
- 철의 여인 (2011년)
- 해피 고 럭키 (2008년)
- 노생거 사원 (2007년)
- 하우스와이프, 49 (2006년)
- 어메이징 그레이스 (2006년)
- 허영의 시장 (1998년)
- 스크린플레이 (1986년)
- 마리아 마튼 (1980년)

### 텔레비전
- 맨스필드 파크 (1983, Mansfield Park)
- 유토피아 (2014)